# Batman (comic strip)
Pour les articles homonymes, voir Batman (homonymie).
Le comic strip de Batman a commencé quelques années après la création de la bande dessinée Batman. Le premier est intitulé Batman and Robin, la dernière version fut raccourcie en Batman. Le comic strip a trois arcs majeurs et deux mineurs diffusés dans les journaux américains.

## Batman and Robin, 1943-1946
La première série a été écrite par Bob Kane et par d'autres personnes. Il a été publié à la fois comme bande quotidienne (daily strip) et dans la page dominicale (sunday strip). Cette série a été réimprimée par DC Comics et Kitchen Sink Press dans un volume Sunday et trois volumes Daily. Il a été distribué par le McClure Syndicate.
Dans l'introduction de Joe Desris du premier livre réimprimant les dailies : « [...] cette bande quotidienne de journal, Batman and Robin,... a une signification historique importante : c'est le dernier grand travail que le créateur de Batman, Bob Kane a entièrement dessiné en solo... et il contient des histoires écrites par les principaux écrivains des cinq premières années de la formation de l'histoire : Don Cameron, Bill Finger, Jack Schiff et Alvin Schwartz ».

## Batman and Robin, 1953
La seconde série a été écrite par Walter B. Gibson et a été publiée seulement le dimanche. Cette tentative de courte durée pour relancer le comic strip de Batman ne parue que dans Arrow, the Family Comic Weekly, qui a été éditée par Gibson. Quelques-unes de ces très rares bandes sont reproduites dans le livre Batman: The Sunday Classics 1943–46.

## Batman with Robin the Boy Wonder, 1966-1972
Bien qu'elle ai été signée « Bob Kane », cette série a été écrite en fait comme indiqué dans le tableau ci-dessous. La bande est parue le dimanche à partir de 1966 jusqu'en 1969 et tous les jours de 1966 à 1974. Au premier abord, cette série a été dessinée en reprenant le ton camp de la populaire série télévisée Batman comme en témoigne l'apparition de célébrités comme Jack Benny et des personnalités publiques comme Conrad Hilton. Plus tard, elle narra des histoires de Batman au ton plus grave et l'apparition d'invités comme Batgirl, Superman et Aquaman. Une séquence de 1970 mettant en vedette Green Arrow et Man-Bat a été réimprimée dans The Amazing World of DC Comics no 4-5 (1975). Il était syndiqué par Ledger Syndicate.

### Guide des épisodes
| Épisode | Titre                      | Scénariste        | Artiste(s)                        | Date de début | Date de fin | Parution en Dailies | Parution en Sunday |
| ------- | -------------------------- | ----------------- | --------------------------------- | ------------- | ----------- | ------------------- | ------------------ |
| 01D     | Catwoman                   | Whitney Ellsworth | Shelly Moldoff                    | 30-05-1966    | 09-07-1966  | oui                 | non                |
| 01S     | A Penguin with Shark Teeth | Whitney Ellsworth | Shelly Moldoff                    | 29-05-1966    | 10-07-1966  | non                 | oui                |
| 02D     | Joker On Parole            | Whitney Ellsworth | Joe Giella                        | 11-07-1966    | 24-09-1966  | oui                 | non                |
| 02S     | The Nasty Napoleon         | Whitney Ellsworth | S. Moldoff/J. Giella/C. Infantino | 17-07-1966    | 16-10-1966  | non                 | oui                |
| 03D     | Jolly Roger                | Whitney Ellsworth | Joe Giella                        | 26-09-1966    | 10-12-1966  | oui                 | non                |
| 03S     | Batchap and Bobbin         | Whitney Ellsworth | Joe Giella                        | 23-10-1966    | 11-12-1966  | non                 | oui                |
| 04      | Poison Ivy                 | Whitney Ellsworth | Joe Giella                        | 12-12-1966    | 18-03-1967  | oui                 | oui                |
| 05      | Batman Meets Benny         | Whitney Ellsworth | Joe Giella                        | 19-03-1967    | 30-04-1967  | oui                 | oui                |
| 06      | Batgirl Begins             | Whitney Ellsworth | Joe Giella                        | 01-05-1967    | 09-07-1967  | oui                 | oui                |
| 07      | Amnesia                    | Whitney Ellsworth | Joe Giella                        | 10-07-1967    | 12-11-1967  | oui                 | oui                |
| 08      | Zodiac                     | Whitney Ellsworth | Joe Giella                        | 13-11-1967    | ??-03-1968  | oui                 | oui                |
| 09      | Superman's Missing Powers  | Whitney Ellsworth | Al Plastino                       | ??-03-1968    | 15-08-1968  | oui                 | oui                |
| 10      | Aqua-Batman                | Whitney Ellsworth | Al Plastino                       | 16-08-1968    | 05-12-1968  | oui                 | oui                |
| 11      | Plastic Surgery            | Whitney Ellsworth | Al Plastino                       | 06-12-1968    | ??-05-1969  | oui                 | oui                |

Le Sunday strip pris fin le 13 juillet 1969. Les daily strips continuèrent et furent dessinés par Plastino jusqu'au 1er janvier 1972, avec Nick Cardy l'assistant sur le dessin vers la fin. Ils furent écrit par Ellsworth jusqu'en juillet 1970 et puis par E. Nelson Bridwell. Un nouvel artiste et écrivain a repris le strip le 3 janvier 1972. Batman et Robin continuèrent à apparaître dans le strip mais firent équipe avec un nouvel héros appelé Galexo jusqu'à sa fin en 1974.

## The World's Greatest Superheroes, 1978–1985
De 1978 jusqu'à la fin des années 1980, Batman est apparu dans un strip ayant changé de titre à plusieurs reprises : The World's Greatest Superheroes, The World's Greatest Superheroes Present Superman et The Superman Sunday Special. Il était syndiqué par le Chicago Tribune/New York News Syndicate.

## Batman, 1989–1991
Le plus récent des strips, intitulé tout simplement Batman, paru le dimanche et tous les jours de la semaine à partir du 6 novembre 1989 jusqu'au 3 août 1991. La première histoire a été écrite par Max Allan Collins et dessinée par Marshall Rogers. Toutes les autres histoires ont été écrites par William Messner-Loebs et dessinées par Carmine Infantino et John Nyberg. Il était syndiqué par Creators Syndicate. L'ensemble de ces bandes a été réimprimé dans Comics Revue.

### Guide des épisodes
- "Catwoman"
- "Le Pingouin"
- "Le Joker"
- "Double-Face"
- "Robin"
- "L'Homme Mystère"
- "Le Chapelier Fou"

## Publications

### Éditions françaises
En 1982, l'éditeur Futuropolis sort Batman 1943-1944 Vol.1 (Batman: The Dailies 1943-1944). L'album regroupe 5 strips des années 1940 : Le Gang des évasions (What a Sweet Racket), Le Fantôme de l'Orpheus (The Phantom Terrorist), Le Joker (The Joker's Symbol Crimes), Le Renard (The Secret Triangle Farm) et L'Héritage truqué (The Missing Heir Dilemma). Fin 2019, l'éditeur Urban Comics réédite ces cinq strips avec une nouvelle traduction. Les histoires sont renommées : Une affaire qui roule, Le saboteur fantôme, Les crimes symboliques du Joker, Le gang du Renard argenté et Escroquerie à l'héritage.